# また明日ね/code
「また明日ね/code」（またあしたね/コード）は、2008年10月22日にリリースされた、タイナカサチの9枚目のシングルで両A面シングルとなっている。「また明日ね」はタイナカサチ自身が作詞・作曲。「code」はPlayStation 2版『Fate/unlimited codes』の主題歌に起用され、「会いたいよ。/君との明日」以降1年8ヶ月ぶりのFate関連の曲のリリースとなった。「TOMORROW」は、岡本真夜のカバー。

## 収録曲
1. また明日ね
  - 作詞・作曲：タイナカサチ、編曲：皆川真人
  - 全国29局ネット「プリン・ス2」10月度エンディングテーマ
  - テレビ朝日「セレクションX The Museum」エンディングテーマ
2. code
  - 作詞：松村龍二、作曲・編曲：板垣祐介
  - PS2版「Fate/unlimited codes」主題歌
3. TOMORROW
  - 作詞：岡本真夜 / 真名杏樹、作曲：岡本真夜、編曲：皆川真人
4. また明日ね-instrumental-
5. code-instrumental-